# Boiga multifasciata
Espèce
Synonymes
- Dipsas multifasciata Blyth, 1861

Statut de conservation UICN

 DD  : Données insuffisantes
Boiga multifasciata  est une espèce de serpents de la famille des Colubridae.

## Répartition
Cette espèce se rencontre au Bhoutan, en Inde (dans les États d'Arunachal Pradesh, du Bengale-Occidental et du Sikkim) et au Népal.

## Publication originale
- Blyth, 1861 : Proceedings of the Society. Report of the Curator. Journal of the Asiatic Society of Bengal, vol. 29, p. 87-115 (texte intégral).